# Термінал ЗПГ Панігаглія
Термінал ЗПГ Панігаглія — інфраструктурний об'єкт для прийому та регазифікації зрідженого природного газу в Італії. Розташований на західному узбережжі країни у регіоні Лігурія поблизу порту Ла-Спеція.
Введений в експлуатацію у 1971 році, термінал став першим об'єктом такого роду в країні. Його потужність складає до 3,9 млрд.м3 на рік. Для зберігання ЗПГ споруджено два резервуари об'ємом по 50000 м3 кожен. Портове господарство здатне обслуговувати газові танкери вантажоємністю від 25000 до 70000 м3.
Починаючи з 2013 року термінал практично простоює. Існують плани проведеня докорінної модернізації, яка б дозволила збільшити потужність з регазифікації до 8 млрд.м3 на рік. Вона повинна включати спорудження третього резервуару об'ємом 140000 м3 та модернізацію причалу для обслуговування газових танкерів вантажоємністю до 140000 м3. Реалізація цього проекту очікується не раніше 2022 року.